# Enolmis userai
Enolmis userai is een vlinder uit de familie dikkopmotten (Scythrididae). De wetenschappelijke naam is voor het eerst geldig gepubliceerd in 1962 door Ramón Agenjo Cecilia.
De soort komt voor in Europa.